# 三級棒球
三級棒球是台灣特有的棒球層級區分，是少年棒球（少棒）、青少年棒球（青少棒）和青年棒球（青棒）的統稱。一般是以年齡來作為區分，但是依照各項賽事規定的不同，所規範的年齡範圍也大不相同。但由於台灣學制的關係，少棒以國小高年級學生為主體組成，青少棒以國中學生為主體組成，青棒以高中學生為主體組成。
又可分為鋁棒組和木棒組。

## 外部連結
- 三級棒球在台灣棒球維基館上的頁面（繁體中文）